# Amperakabinet I
Het Amperakabinet I (Indonesisch: Kabinet Ampera I) was een Indonesisch kabinet dat regeerde in de jaren 1966-1967. Het kabinet werd gevormd nadat het Tijdelijke Raadgevend Volkscongres (MPRS) de opdracht aan legerleider Soeharto had gegeven om een nieuw kabinet te vormen. De eerste maanden van het kabinet was Soekarno nog president, maar in feite had Soeharto als voorzitter van het presidium de macht. Op 12 maart 1967 werd Soekarno afgezet en werd Soeharto ook waarnemend president. De naam van het kabinet, Ampera, is een lettergreepwoord dat staat voor Amanat Penderitaan Rakyat ("Het mandaat van het lijden van het volk").

## Aanleiding en formatie
Het voorgaande Kabinet Dwikora III was in maart 1966 door president Soekarno samengesteld. Na de Supersemar van eerder die maand lag de feitelijke macht echter grotendeels bij landmachtcommandant luitenant-generaal Soeharto, die in dat kabinet officieel de positie van vicepremier voor Defensie en Veiligheid had.
Van 20 juni tot 5 juli 1966 vond in Jakarta een sessie van het Tijdelijke Raadgevend Volkscongres (MPRS) plaats. De MPRS was in 1960 door Soekarno opgezet als een parlement met 610 leden, bestaande uit de leden van de "Volksvertegenwoordigingsraad voor Wederzijdse Hulp" (DPR-GR) aangevuld met vertegenwoordigers van de verschillende eilanden en regio's en vertegenwoordigers van 'functionele groepen' (zoals boeren, arbeiders, jongeren, zakenlieden en vrouwen). Na de Supersemar ontsloeg Soeharto zo'n 180 leden van de MPRS die pro-Soekarno waren of banden hadden met de Communistische Partij van Indonesië (PKI). Hoewel de feitelijke macht door de Supersemar al bij Soeharto lag, werd de sessie van de MPRS in 1966 gebruikt om zijn positie verder op een 'legale' manier te verstevigen. Een van de besluiten die genomen werd was MPRS-besluit nummer XIII van 1966 over Kabinet Ampera, waarin de noodzaak van een nieuw kabinet met de naam Ampera werd aangekondigd.
In het besluit stond dat het Kabinet Ampera uiterlijk 17 augustus 1966 zou moeten aantreden en dat luitenant-generaal Soeharto formateur zou zijn. De hoofdtaak van het kabinet zou het creëren van politieke en economische stabiliteit zijn, en er werd een kabinetsprogramma met vier punten opgedragenː
1. Verbeteren van het levensonderhoud van het volk, vooral op het gebied van voedsel en kleding;.
2. Het organiseren van verkiezingen binnen de tijdslimiet zoals gesteld in MPRS-besluit XI/1966 (dat wil zeggen uiterlijk 5 juli 1968).[3]
3. Een onafhankelijk en actief buitenlands beleid voeren in het nationale belang, in overeenstemming met MPRS-besluit XII/1966. Dit was in lijn met het buitenlandse beleid van Soekarno, zo stond er in dat besluit XII onder andere dat het buitenlandse beleid de uitkomsten van de Bandungconferentie zou volgen.[4]
4. Voortzetting van de strijd tegen imperialisme en kolonialisme in alle vormen.

Het Kabinet Dwikora III werd op 25 juli 1966 vervangen door het Kabinet Ampera. Zoals aangegeven was Soekarno nog altijd president, maar hij was niet langer minister-president. Die functie was afgeschaft, en de dagelijkse leiding van het kabinet was nu in handen van het 'hoofd van het presidium' in de persoon van Soeharto, ondersteund door vijf 'hoofdministers' die de rest van het presidium vormden.

## Voortgang
De belangrijkste maatregelen van het Kabinet Ampera waren het normaliseren van de betrekkingen met het buitenland. Zo werd de Konfrontasi met Maleisië beëindigd, en Soeharto zorgde dat Indonesië weer lid van de Verenigde Naties werd (het lidmaatschap was door Soekarno opgezegd in de regeerperiode van het Kabinet Dwikora I). Hoewel het buitenlandse beleid gebaseerd bleef op onafhankelijkheid, was Soeharto veel meer gericht op de Westerse wereld, in tegenstelling tot Soekarno die meer keek naar bijvoorbeeld het communistische China.
Op 10 januari 1967 stuurde Soekarno een brief naar de MPRS waarin hij duidelijk maakte dat hij niet de (enige) verantwoordelijke was voor de poging tot staatsgreep van 1965, de economische neergang en de politieke instabiliteit. De MPRS ging hier echter niet in mee, en op 9 februari nam de "Volksvertegenwoordigingsraad voor Wederzijdse Hulp" (DPR-GR) een motie aan waarin gevraagd werd om het afzetten van president Soekarno en het aanwijzen van een waarnemend president. Onder deze druk droeg Soekarno officieel de macht over aan Soeharto op 22 februari 1967. Op 12 maart 1967 werd Soeharto officieel als waarnemend president aangewezen door de MPRS. Soekarno werd in de loop van het jaar onder huisarrest geplaatst in het paleis in Bogor, waar hij tot zijn dood in 1970 zou blijven.

## Samenstelling
Terwijl de voorgaande kabinetten Dwikora I, II en III zeer omvangrijk waren met elk ongeveer honderd ministers, had het Kabinet Ampera weer een beperkter aantal ministers. De opzet van het kabinet was ook anders. Er waren nu drie 'niveaus': bovenaan stond de president (eerst Soekarno, vanaf 12 maart 1967 Soeharto) en daaronder een presidium bestaande uit vijf 'hoofdministers' (menteri utama), een rol vergelijkbaar met die van vicepremier in het Kabinet Dwikora III of 'coördinerend minister' in de kabinetten daarvoor. Het presidium werd geleid door Soeharto als 'hoofd van het presidium', een positie vergelijkbaar met minister-president. Onder elk van de hoofdministers stond een ploeg van enkele 'gewone' ministers.

### President
| President                                            | President |
| ---------------------------------------------------- | --------- |
| Soekarno (tot 12 maart 1967)                         |           |
| Soeharto (waarnemend president, vanaf 12 maart 1967) |           |

### Presidium
| Nr. | Ministerspost                                | Minister | Minister            | Partij |
| --- | -------------------------------------------- | -------- | ------------------- | ------ |
| 1   | Hoofd van het presidium                      |          | Soeharto            |        |
| 2   | Hoofdminister voor Defensie en Veiligheid    |          | Soeharto            |        |
| 3   | Hoofdminister voor Politieke Zaken           |          | Adam Malik          | Murba  |
| 4   | Hoofdminister voor Volkswelvaart             |          | Idham Chalid        | NU     |
| 5   | Hoofdminister voor Economie en Financiën     |          | Hamengkoeboewono IX |        |
| 6   | Hoofdminister voor Industrie en Ontwikkeling |          | Sanusi Hardjadinata |        |

### Defensie en Veiligheid
| Nr. | Ministerspost                            | Minister | Minister                | Partij |
| --- | ---------------------------------------- | -------- | ----------------------- | ------ |
| 7   | Minister / Commandant van de landmacht   |          | Soeharto                |        |
| 8   | Minister / Commandant van de marine      |          | Moeljadi                |        |
| 9   | Minister / Commandant van de luchtmacht  |          | Roesmin Noerjadin       |        |
| 10  | Minister / Commandant van de politie     |          | Soetjipto Joedodihardjo |        |
| 11  | Minister van Veteranen en Demobilisering |          | M. Sarbini              |        |

### Politieke Zaken
| Nr. | Ministerspost                   | Minister | Minister        | Partij |
| --- | ------------------------------- | -------- | --------------- | ------ |
| 12  | Minister van Buitenlandse Zaken |          | Adam Malik      | Murba  |
| 13  | Minister van Binnenlandse Zaken |          | Basuki Rahmat   |        |
| 14  | Minister van Justitie           |          | Oemar Seno Adji |        |
| 15  | Minister van Informatie         |          | B.M. Diah       |        |

### Volkswelvaart
| Nr. | Ministerspost                     | Minister | Minister                   | Partij   |
| --- | --------------------------------- | -------- | -------------------------- | -------- |
| 16  | Minister van Onderwijs en Cultuur |          | Sarino Mangunpranoto       | PNI      |
| 17  | Minister van Godsdienst           |          | Saifuddin Zuhri            | NU       |
| 18  | Minister van Sociale Zaken        |          | Albert Mangaratua Tambunan | Parkindo |
| 19  | Minister van Gezondheid           |          | G.A. Siwabessy             |          |
| 20  | Minister van Arbeid               |          | Awaluddin Djamin           |          |

### Financiën en Economie
| Nr. | Ministerspost                | Minister | Minister           | Partij |
| --- | ---------------------------- | -------- | ------------------ | ------ |
| 21  | Minister van Handel          |          | Ashari Danudirdjo  |        |
| 22  | Minister van Financiën       |          | Frans Seda         | PK     |
| 23  | Minister van Transport       |          | Sutopo             |        |
| 24  | Minister van Maritieme Zaken |          | Jatidjan           |        |
| 25  | Minister van Landbouw        |          | Sutjipto           |        |
| 26  | Minister van Tuinbouw        |          | P.C. Harjasudirdja |        |

### Industrie en Ontwikkeling
| Nr. | Ministerspost                                      | Minister | Minister         | Partij |
| --- | -------------------------------------------------- | -------- | ---------------- | ------ |
| 27  | Minister van Basis- en Kleine Industrie en Energie |          | Muhammad Jusuf   |        |
| 28  | Minister van Textielindustrie en Ambacht           |          | Muhammad Sanusi  |        |
| 29  | Minister van Mijnbouw                              |          | Slamet Bratanata |        |
| 30  | Minister van Openbare Werken en Energie            |          | Soetami          |        |